# 丁国钰
丁国钰（1916年6月—2015年5月11日），安徽金寨人。中华人民共和国政治人物。

## 生平
1949年，进入中国外交部，此后参加板门店谈判。1955年6月，担任中华人民共和国驻阿富汗大使。1960年，担任中华人民共和国驻巴基斯坦大使。1977年11月至1979年12月，担任北京市政协主席。1980年，接替刘述卿，担任中华人民共和国驻挪威大使。1982年，由张永宽接任。1982年，担任中华人民共和国驻埃及大使。
1994年10月离休，享受部长级待遇。 （页面存档备份，存于）

### 驻巴大使任内
丁国钰在担任驻巴基斯坦大使时，曾大力建议改善与巴基斯坦的关系，亲自护送李宗仁回到中国。